# Serge Bourguignon
Serge Bourguignon (* 3. September 1928 in Maignelay, Oise) ist ein französischer Filmregisseur und Drehbuchautor. Internationale Bekanntheit erlangte er vor allem durch seinen preisgekrönten Spielfilm Sonntage mit Sybill (1962).

## Leben

### Ausbildung und erste Kurzfilme
Serge Bourguignon wuchs in der französischen Provinz auf und wollte ursprünglich Maler und Bildhauer werden. Er besuchte das École des Beaux-Arts und kam über die Malerei zum Film. Von 1948 bis 1950 besuchte er die renommierte Pariser Filmhochschule IDHEC, zu deren erfolgreichen Absolventen unter anderem Louis Malle, Alain Resnais und Claude Sautet zählten. Nach seiner Ausbildung die ihn mit der Kamera-Arbeit, dem Szenenbild und den Schnitt vertraut machte, ging Bourguignon kurzzeitig als Regieassistent bei Jean-Pierre Melville (Die schrecklichen Kinder, 1950) in die Lehre, wo er sich unter anderem mit dem Kameramann Henri Decaë anfreundete. Wenig später begleitete er André Zwoboda zu den Dreharbeiten des Kriegsdramas Wüstenfort Bo Mokri (1951) nach Marokko. Dort entstanden auch erste Kurzfilme, darunter Le Rhin Fleuve International (1952), den er gemeinsam mit Zwoboda realisierte. „Ich bevorzugte es Kurzfilme auf meine eigene Art und Weise zu drehen, anstatt Spielfilme zu realisieren und den Produzenten-Anweisungen zu folgen“, so Bourguignon 1963 in einem Interview mit der britischen Tageszeitung The Times.
Nach seinem Aufenthalt in Marokko schloss sich Serge Bourguignon einer ozeanographischen Forschungsreise nach Grönland an, der weitere Auslandsaufenthalte mit seiner Kamera im Fernen Osten folgten. Diese lieferten ihm Drehbuchentwürfe für weitere Filmprojekte. Er nahm an einer Expedition nach Bali und Borneo teil, wo er den Kurzfilm Démons et Merveilles (1954) fertigstellte. Danach besuchte er die Himalaya- und Tibet-Region, wo Bourguignon 1955 in Nordindien als Chef de la Mission Cinémathèque beschäftigt war. Dort wurde er zu seinem Bildband Le Langage du Sourire und dem Kurzfilm Sikkim Terre secrète (1956) inspiriert. Ein Jahr später drehte er in China den Kurzfilm Jeune Patriarche ab, eine Art Gedicht in Bildern, der ihm auf dem Filmfestival von Florenz einen ersten Preis einbrachte. Weitere Reisen nach Mexiko und Asien, sowie drei Drehbuchentwürfe schlossen sich an, die der französische Filmemacher jedoch nicht realisierte. Als sich mit den Erfolgen von François Truffauts Sie küßten und sie schlugen ihn und Louis Malles Hiroshima, mon amour 1959 die Türen für junge französische Regisseure in Paris öffneten, konnte Bourguignon dies nicht zu seinem Vorteil nutzen, da er sich zu diesem Zeitpunkt wieder in Tibet befand. Angebote für Filmprojekte schlug er die nächsten vier Jahre über aus, da sie Bourguignon entweder nicht gefielen oder ihm die Produktionsetats zu gering erschienen. Einem breiten international Publikum wurde er als Kurzfilmregisseur erst 1960 bei den Filmfestspielen von Cannes bekannt, als er für den 21-minütigen Film Le Sourire die Goldene Palme für den besten Kurzfilm und den Prix de la Jeunesse gewann.

### Erfolg mitSonntage mit Sybill
Nach dem Durchbruch in Cannes begann Serge Bourguignon 1962 mit den Dreharbeiten zu seinem Spielfilmdebüt Sonntage mit Sybill, für das er unter anderem seinen Freund und Nouvelle-Vague-Fotografen Henri Decaë gewinnen konnte. Die Verfilmung eines Romans von Bernard Eschasseriaux hätte der 34-Jährige Filmemacher beinahe abgebrochen. Erst nachdem die Produzenten ihm eine zusätzliche Drehwoche genehmigt hatten, in der er seine Geldgeber vom Set ausschloss, gelang es ihm den Film fertigzustellen. Im Mittelpunkt des Dramas, das in einem Pariser Vorort spielt, steht der ehemalige Kampfpilot Pierre (dargestellt vom deutschen Schauspieler Hardy Krüger), der nach einem Absturz über Indochina sein Gedächtnis verloren hat. Der Halbinvalide macht die Bekanntschaft mit der zwölfjährigen Internatsschülerin Sybill (Patricia Gozzi), die ihn von seiner Isolation befreit. Die zarte Freundschaft, die in gemeinsame sonntägliche Spaziergänge mündet, zerbricht aber an der Verständnislosigkeit der Umwelt. Sonntage mit Sybill, den Bourguignon als märchenhafte Freundschaftsgeschichte stilisierte, ohne die im Roman vorhandenen Lolita-Motive, war großer Erfolg bei Zuschauern und Kritikern beschieden. Auch in den Vereinigten Staaten erreichte die Produktion ein enthusiastisches Publikum. Die New York Times pries den Film als „Meisterwerk“ und 1963 folgte neben vielen weiteren Preisen der Oscar für den besten fremdsprachiger Film. Ein Jahr später erhielten Bourguignon und Koautor Antoine Tudal eine weitere Oscar-Nominierung für das beste adaptierte Drehbuch. Beide mussten sich aber dem Briten John Osborne (Tom Jones – Zwischen Bett und Galgen) geschlagen geben.

### Weiteres Leben
Bourguignons Erfolgsfilm wies ihm drei Jahre später den Weg nach Hollywood, wo er 1965 mit Max von Sydow, Yvette Mimieux und Efrem Zimbalist jr. den modernen Western Sieben reiten in die Hölle abdrehte. Dem Stoff um einen vermeintlichen Kindermörder, der von einer Handvoll am Leben gescheiterter Männer durch die mexikanische Gebirgswüste verfolgt wird, war aber nur wenig Erfolg beschieden, auch wenn ihn der film-dienst in seiner zeitgenössischen Kritik als „malerische Abenteuerballade mit einer elegischen Grundstimmung“ beschrieb. Ebenso als eine Enttäuschung galt das Brigitte-Bardot-Vehikel Zwei Wochen im September (1967), das an Originalschauplätzen in London und Schottland gedreht wurde. Der Liebesfilm, eine französisch-englische Koproduktion, galt zwar wie alle von Bourguignons Spielfilmen als schön fotografiert, wurde aber als „unglaubwürdige, psychologisch nur oberflächlich motivierte  Dreiecksgeschichte“ rezensiert. Zudem wurden die Dreharbeiten von einer angeblichen Affäre der verheirateten Hauptdarstellerin mit dem Mitspieler Michael Sarne überschattet.
Die Szenen seines letzten amerikanischen Spielfilms The Picasso Summer (1969), erneut mit Yvette Mimieux und Albert Finney in den Hauptrollen, ließ Bourguignon größtenteils nachdrehen. Das Drama wurde aber nie in den Kinos veröffentlicht, und dem französischen Regisseur blieben daraufhin Engagements für große Filmproduktionen verwehrt. 1978 schrieb er das Drehbuch und führte Koregie bei der Dokumentation Mon Royaume pour un Cheval, während er 2003 an einer Ausstellung zum 75. Geburtstag Hardy Krügers im Filmmuseum Berlin teilnahm. Dort startete eine Filmreihe mit Sonntage mit Sybill im Arsenal-Kino. Zuletzt war Bourguignon 2005 als Regisseur für das indische Projekt Smell, die Verfilmung eines Romans von Radhika Jha, im Gespräch.

## Filmografie (Auswahl)

### Regie und Drehbuch
- 1952: Le Rhin Fleuve International (Kurzfilm)
- 1953: Médecin des Sols (Kurzfilm)
- 1954: Démons et Merveilles (Kurzfilm)
- 1956: Sikkim Terre secrète (Dokumentarfilm)
- 1957: Jeune Patriarche (Kurzfilm)
- 1958: Marie Lumière (Kurzfilm)
- 1960: Le Montreur d'Ombres (Kurzfilm)
- 1960: Étoile de Mer (Kurzfilm)
- 1960: Escale (Kurzfilm)
- 1960: Le Sourire (Kurzfilm)
- 1961: Le Rançon (Kurzfilm)
- 1962: Sonntage mit Sybill (Les Dimanches de Ville d'Avray)
- 1965: Sieben reiten in die Hölle (The Reward)
- 1967: Zwei Wochen im September (À coeur joie)
- 1978: Mon Royaume pour un Cheval (Dokumentarfilm)